# Checkpoint (videogiochi)
In diverse categorie di videogiochi il termine inglese checkpoint ("posto di controllo") indica un punto dove la partita viene salvata, automaticamente o su richiesta, affinché sia possibile in seguito tornare a quella situazione in caso il giocatore venga successivamente sconfitto, anziché ricominciare da capo.
Le categorie di videogiochi che possono avere tale sistema di salvataggio includono gli sparatutto, i giochi di ruolo, i videogiochi d'avventura e quelli a piattaforme. Nei videogiochi di guida con un tempo limite per completare il percorso lo stesso termine ha un significato differente: in genere indicano vari punti del tracciato che dopo essere stati attraversati aggiungono secondi al tempo limite consentendo così il prosieguo della gara.